# Occhi pieni di vento/Io t'amerò fino all'ultimo mondo
Occhi pieni di vento/Io t'amerò fino all'ultimo mondo è un singolo di Wess & The Airedales, pubblicato dalla Durium nel 1971. Entrambi i brani sono presenti nell'album Superwess.

## Occhi pieni di vento
Occhi pieni di vento è il brano scritto da Alberto Salerno e da suo fratello Massimo (quest'ultimo fa anche da arrangiatore).

## Io t'amerò fino all'ultimo mondo
Io t'amerò fino all'ultimo mondo, cover italiana di Je t'aimerai jusqu'à la fin du monde, è il brano scritto da Vito Pallavicini (per il testo italiano), Louis Amade (per il testo originale) e Gilbert Bécaud (per la musica). Gli arrangiamenti sono di Natale Massara.

## Tracce
LATO A
- Occhi pieni di vento

LATO B
- Io t'amerò fino all'ultimo mondo